# KAddressBook
KAddressBook is een computerprogramma waarmee een adresboek bijgehouden kan worden. De software is ontwikkeld voor KDE en maakt deel uit van Kontact, een personal information manager. KAddressBook is tevens beschikbaar op TDE.

## Functies
KAddressBook beschikt over de volgende functies:
- exporteren en importeren van vCard- en csv-bestanden;
- compatibel met KMail, Kopete en Kontact;
- aanpasbare velden (bijvoorbeeld geslacht) en categorieën (bijvoorbeeld familie);
- velden kunnen meerdere items bevatten (bijvoorbeeld een vast en mobiel telefoonnummer);
- automatische opmaak van namen;
- filtermogelijkheden om te zoeken naar adressen;
- ondersteuning voor meerdere LDAP-databanken.

Het adresboekprogramma communiceert via D-Bus om gegevens uit te wisselen met andere programma's.